# Rörbosjöns naturreservat
Rörbosjöns naturreservat är ett naturreservat i Sala kommun i Västmanlands län.
Området är naturskyddat sedan 2021 och är 189 hektar stort. Reservatet ligger väster om Sätra brunn och består av Rörbosjön med intilliggande strandängar och delar av Ersbomossen, som ligger söder om sjön.